# Felice Nazzaro

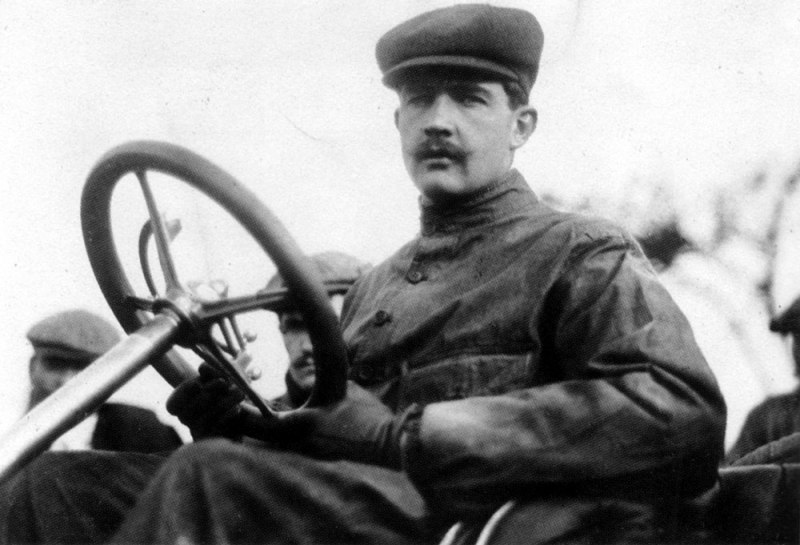
Felice Nazzaro în 1907

Felice Nazzaro (n. 1881 Torino, Italia - d. 21 martie 1940) este unul dintre primii piloți de curse auto din lume.
A câștigat Marele Premiu al Franței în 1907 și 1922, dar și Targa Florio în 1907 și 1913.